# Даль, Беатрис
Беатри́с Даль (фр. Béatrice Dalle, до замужества — Кабарру́, Béatrice Cabarrou; род. 19 декабря 1964 года, Брест) — французская актриса. Она снялась более чем в пятидесяти фильмах и наиболее известна международной аудитории по своей дебютной роли в фильме 1986 года 37°2 le matin (известном как Betty Blue). Беатрис Даль получила признание за свои яркие и нетрадиционные роли, часто играя провокационных и трансгрессивных персонажей.

## Биография
Даль родилась в Бресте, департамент Финистер, Франция, под именем Беатрис Кабарру. Детство провела в Ле-Мане с матерью, отцом и старшей сестрой. В 15 лет сбежала из дома в Париж. В 1985 году вышла замуж за художника Жана-Франсуа Даль, с которым развелась в 1988 году. В 2005 году заключила брак с заключённым, с которым познакомилась во время съёмок короткометражного фильма в тюрьме. Развелась в 2015 году.

## Карьера
Даль работала моделью, когда познакомилась с режиссёром Жан-Жаком Бенексом. Он предложил ей главную роль в фильме 1986 года 37°2 le matin (известном как Betty Blue), который был номинирован на премии BAFTA и «Оскар» как лучший иностранный фильм и сделал Даль знаменитой.
Впоследствии она сыграла ряд значимых ролей во французском кино, включая фильм 1989 года Шимер, представленный в программе Каннского кинофестиваля 1989 года.
Снялась в музыкальном клипе 1987 года на песню «Oh Me Oh My (I’m fool for you Baby)» в исполнении Бастера Пойндекстера и в клипе 1991 года на песню «Move to Memphis» норвежской группы a-ha.
В 1991 году сыграла в фильме Джима Джармуша Ночь на Земле. В 1997 году снялась в Затмении — своём первом американском фильме.
В 2001 году появилась в скандальном фильме Хаос каждый день, где сыграла вампира. В 2007 году исполнила роль жестокой психопатки, преследующей беременную женщину, в фильме Внутри.
В 1988 году в программе «Открытка из Парижа» на вопрос Клайва Джеймса призналась, что устала от Парижа и хочет переехать в Нью-Йорк.

### Скандалы
Даль неоднократно арестовывали за кражи в магазинах, хранение наркотиков и нападения. В январе 2005 года во время съёмок фильма о тюремной жизни в Бресте она познакомилась с заключённым Генаэлем Мезиани, отбывавшим 12-летний срок за изнасилование бывшей девушки. После 24 часов свиданий они поженились, и Даль выступала в его защиту на слушаниях о досрочном освобождении. По словам самой Даль в интервью 2015 года, брак стал «полной катастрофой» после освобождения Мезиани, и они официально развелись в июле 2014 года.
В 2016 году в программе Диван на французском телевидении Даль заявила, что в молодости, работая в морге с друзьями, они продавали части тел умерших, а под воздействием ЛСД съели ухо покойника.

## Фильмография
- 1986 — «Тридцать семь и два по утрам» (Бэтти)
- 1986 — «Похищен Чарли Спенсер!» (фр. On a volé Charlie Spencer)
- 1988 — «Видение шабаша» (La Visione del Sabba; Маддалена)
- 1989 — «Химера» (фр. Chimère; Элис)
- 1989 — «Чёрный лес»
- 1990 — «Месть женщины» (Сьюзи)
- 1990 — «Дезире»
- 1991 — «Ночь на Земле» (Слепая девушка)
- 1992 — «Прекрасная история» (фр. La Belle Histoire; Одона)
- 2007 — «Месть нерождённому» (Женщина-незнакомка, убийца)
- 2011 — «Наш рай» (Анна)
- 2011 — «Мертвенно-бледный» (Мать Люси)
- 2013 — «Встречи после полуночи» (Г-жа Комиссар)
- 2018 — «Счастливый принц» (Менеджер кафе)
- 2019 — «Вечный свет» (Беатрис)
- 2023 — «Зверь в джунглях»
- 2024 — «Тревожное исчезновение»[фр.] — 7 серия: «Когда появляется ребёнок» (Ирис Кобен, комиссар полиции Кане-ан-Руссийон)
- 2024 — «Дело «Мальдорор» (Рита, мать главного героя)